# 刑事領域警務與司法合作
刑事領域警務與司法合作（Police and Judicial Co-operation in Criminal Matters,缩写为PJCC）是欧盟三支柱中的第三支柱。在2003年之前，它被称为司法与内政合作（Justice and Home Affairs，简称JHA）。这一支柱设立于1993年，至2009年被纳入巩固欧洲联盟的架构中，成为自由、安全與正義的領域。刑事領域警務與司法合作这一支柱着力于法律实施和抗击种族主义的合作上。相较其他支柱，刑事領域警務與司法合作更多地基于政府间合作，来自欧洲联盟委员会、欧洲议会和欧洲法院的影响较小。欧洲逮捕令等政策由这一支柱负责。

## 历史
刑事領域警務與司法合作是马斯特里赫特条约所规定之欧盟第三支柱，建立在TREVI小组（即抗击国际间恐怖主义、激进主义、极端主义、暴力合作小组）的协作框架基础上，旨在使成员国在不牺牲大量主权的前提下展开司法和刑事领域的合作。不同于欧洲经济共同体由多数表决决定的决策机制，刑事領域警務與司法合作中的决策由磋商决定，而超國家的歐洲聯盟機構影响甚微。
阿姆斯特丹条约将原第三支柱中非法外來移民、签证、难民、司法合作等民事事项移交给了欧洲共同体之后，“司法与内政合作（Justice and Home Affairs）"被用来描述这些被移交的事项加上第三支柱负责事项，第三支柱也被重命名为”刑事領域警務與司法合作“以反映其职权的缩减。
在马斯特里赫特条约生效前，成员国在政府间层面进行人员自由流动、人身安全领域、海关、司法政策等各项事务的合作。马斯特里赫特条约使得成员国在加强这些行动的司法和内政合作的同时，其合作能够通过条约提供的新的工具更加协调一致和顺畅。
里斯本条约在2009年12月生效，废除了欧洲支柱的说法，原刑事領域警務與司法合作以及其它司法与内政合作事项再一次合并，称为“自由、安全與正義的領域”。

### 欧洲联盟时间线
| 圖例： 事實上繼承 框架： 事實上的內部框架 外部框架 | 圖例： 事實上繼承 框架： 事實上的內部框架 外部框架 | 圖例： 事實上繼承 框架： 事實上的內部框架 外部框架 |                               |                          |                                |                                |                         |                                                |                                                |                                                |                                                |                                                | 歐洲聯盟（歐盟）                               | 歐洲聯盟（歐盟） | 歐洲聯盟（歐盟） | 歐洲聯盟（歐盟） |            |            |
| 圖例： 事實上繼承 框架： 事實上的內部框架 外部框架 | 圖例： 事實上繼承 框架： 事實上的內部框架 外部框架 | 圖例： 事實上繼承 框架： 事實上的內部框架 外部框架 | 歐洲各共同體                  | 歐洲各共同體             | 歐洲各共同體                   | 歐洲各共同體                   | 歐洲各共同體            | （歐盟三支柱）                                 | （歐盟三支柱）                                 | （歐盟三支柱）                                 |                                                |                                                |                                                |                  |                  |                  |            |            |
| 圖例： 事實上繼承 框架： 事實上的內部框架 外部框架 | 圖例： 事實上繼承 框架： 事實上的內部框架 外部框架 | 圖例： 事實上繼承 框架： 事實上的內部框架 外部框架 |                               |                          | 歐洲原子能共同體               | 歐洲原子能共同體               | 歐洲原子能共同體        | 歐洲原子能共同體                               | 歐洲原子能共同體                               |                                                |                                                |                                                | 現今                                           |                  |                  |                  |            |            |
| 圖例： 事實上繼承 框架： 事實上的內部框架 外部框架 | 圖例： 事實上繼承 框架： 事實上的內部框架 外部框架 | 圖例： 事實上繼承 框架： 事實上的內部框架 外部框架 |                               | 歐洲煤鋼共同體           |                                |                                |                         |                                                |                                                |                                                |                                                |                                                |                                                |                  |                  |                  |            |            |
| 圖例： 事實上繼承 框架： 事實上的內部框架 外部框架 | 圖例： 事實上繼承 框架： 事實上的內部框架 外部框架 | 圖例： 事實上繼承 框架： 事實上的內部框架 外部框架 |                               | 歐洲經濟共同體           |                                |                                |                         |                                                |                                                |                                                |                                                |                                                |                                                |                  |                  |                  |            |            |
| 圖例： 事實上繼承 框架： 事實上的內部框架 外部框架 | 圖例： 事實上繼承 框架： 事實上的內部框架 外部框架 | 圖例： 事實上繼承 框架： 事實上的內部框架 外部框架 |                               |                          |                                |                                |                         |                                                | 申根區                                         | 申根區                                         | 歐洲共同體                                     | 歐洲共同體                                     |                                                |                  |                  |                  |            |            |
| 圖例： 事實上繼承 框架： 事實上的內部框架 外部框架 | 圖例： 事實上繼承 框架： 事實上的內部框架 外部框架 | 圖例： 事實上繼承 框架： 事實上的內部框架 外部框架 | TREVI                         | TREVI                    | TREVI                          | 司法與內政合作                 |                         |                                                |                                                |                                                |                                                |                                                |                                                |                  |                  |                  |            |            |
| 圖例： 事實上繼承 框架： 事實上的內部框架 外部框架 | 圖例： 事實上繼承 框架： 事實上的內部框架 外部框架 | 圖例： 事實上繼承 框架： 事實上的內部框架 外部框架 | TREVI                         | TREVI                    | TREVI                          | 司法與內政合作                 |                         | / 北大西洋公約組織                             | / 北大西洋公約組織                             | 現今                                           | 刑事領域警務與司法合作                         | 刑事領域警務與司法合作                         |                                                |                  |                  |                  |            |            |
| 英法協約                                           | 英法協約                                           | [西方聯盟到北約]                                   | [西方聯盟到北約]              | 歐洲政治合作             | 歐洲政治合作                   | 歐洲政治合作                   | 歐洲政治合作            | / 北大西洋公約組織                             | / 北大西洋公約組織                             | 現今                                           |                                                | 共同外交與安全政策                             | 共同外交與安全政策                             |                  |                  |                  |            |            |
| 英法協約                                           | 英法協約                                           | 西方聯盟                                           | 西方聯盟                      | 西方聯盟                 | / 西歐聯盟                     | / 西歐聯盟                     | / 西歐聯盟              | [1984年羅馬宣言重新激活了西歐聯盟並轉交至歐盟] | [1984年羅馬宣言重新激活了西歐聯盟並轉交至歐盟] | [1984年羅馬宣言重新激活了西歐聯盟並轉交至歐盟] | [1984年羅馬宣言重新激活了西歐聯盟並轉交至歐盟] | [1984年羅馬宣言重新激活了西歐聯盟並轉交至歐盟] | [1984年羅馬宣言重新激活了西歐聯盟並轉交至歐盟] |                  |                  |                  |            |            |
| 英法協約                                           | 英法協約                                           | 西方聯盟                                           | 西方聯盟                      | 西方聯盟                 | / 西歐聯盟                     | / 西歐聯盟                     | / 西歐聯盟              |                                                |                                                |                                                |                                                |                                                |                                                |                  |                  |                  |            |            |
| 英法協約                                           | 英法協約                                           | 西方聯盟                                           | 西方聯盟                      | 西方聯盟                 | [社會、文化移交歐洲理事會負責] | [社會、文化移交歐洲理事會負責] | 現今                    |                                                |                                                |                                                |                                                |                                                |                                                |                  |                  | 论 编            | 论 编      |            |
|                                                    |                                                    |                                                    | 歐洲理事會                    |                          |                                |                                | 現今                    |                                                |                                                |                                                |                                                |                                                |                                                |                  |                  | 论 编            | 论 编      |            |
| 英法協約                                           | 敦克爾克條約                                       | 布魯塞爾條約                                       | 歐洲委員會法規 與北大西洋公約 | 巴黎條約與歐洲防務共同體 | 倫敦–巴黎會議                  | 羅馬條約                       | 西歐聯盟-歐洲理事會協議 | 合併條約                                       | 達維尼翁報告                                   | 歐盟高峰會成立                                 | 單一歐洲法案                                   | 申根公約                                       | 馬斯垂克條約                                   | 阿姆斯特丹條約   | 尼斯條約         | 里斯本条约       | 里斯本条约 | 里斯本条约 |

## 职权
马斯特里赫特条约指出，欧洲联盟各成员国在达成尤其是人员的自由移动等各项联盟目标时，应将以下视为属于司法和内政事务中属于共同利益的领域：
1. 庇护政策；
2. 有关成员国外部边界入境的法规；
3. 移民政策和有关第三国公民的政策：
  - 外国公民在联盟领土上的入境和流动条件；
  - 外国公民在成员国领土上的居住条件，包括家属和准许就业事项；
  - 打击在联盟领土内的违规迁移、违规拘留、违规的外国人工作；
4. 打击第7至9条范围外的违禁药品；
5. 打击第7至9条范围外国际欺诈行为；
6. 民事领域的司法合作；
7. 刑事领域的司法合作；
8. 海关合作；
9. 旨在打击恐怖主义、毒品贸易和其它严重国际犯罪所进行的警务合作，必要时包括特定方面的海关合作。[2]

在欧洲刑事領域警務與司法合作机制下有三正式机构：歐洲檢察官組織、欧洲刑警组织、歐洲警察學院(Cepol)。